# Wybory parlamentarne na Cyprze Północnym w 2013 roku
Wybory parlamentarne na Cyprze Północnym odbyły się 28 lipca 2013 roku. 5 czerwca 2013 uchwalono wniosek o wotum nieufności wobec rządu İrsena Küçüka, dlatego wybory przeprowadzono niecały rok przed wymaganym terminem. Głosowanie nad wotum poprzedziło odejście 8 posłów z rządzącej Partii Jedności Narodowej.
W wyborach zwyciężyła Turecka Partia Republikańska, zdobywając 21 z 50 mandatów. Do parlamentu dostały się cztery ugrupowania. Frekwencja wyniosła 69,61%.

## Wyniki
| Nazwa partii                 | Głosy   | Procent | Mandaty | +/- |
| ---------------------------- | ------- | ------- | ------- | --- |
| Turecka Partia Republikańska |         | 38,38%  | 21      | +6  |
| Partia Jedności Narodowej    |         | 27,33%  | 14      | -12 |
| Partia Demokratyczna         |         | 23,16%  | 12      | +7  |
| Wspólna Demokratyczna Partia |         | 7,41%   | 3       | +1  |
| Zjednoczona Partia Cypryjska |         | 3,15%   | 0       | -   |
| Niezależni                   |         | 0,57%   | 0       | -   |
| Suma                         | 120 287 | 100,00% | 50      | -   |